# Mariano Antonio Collado González-Pinuela
Mariano Antonio Collado González-Pinuela (Llorca 1796 - Barcelona 27 de juny del 1853)

## Biografia
Mariano Antonio Collado González-Pinuela va ser un jutge i traductor, rector de la Universitat de Barcelona del 1850 al 1853.
El 1816 es va graduar a València, on l'any 1820 fou nomenat Alcalde del Crim. Un any més tard fou enviat a l'Audiència d'Astúries. Cal esmentar que fou regent de l'Audiència Territorial d'Albacete entre 1844 i 1845. Posteriorment, el 1847 entrà com a soci a l'Ateneo Científico y Literario de la Corte. Tres anys més tard fou elegit rector de la Universitat de Barcelona, càrrec que exercí fins a l'any 1853. Va morir a Barcelona el dia 27 de juny de 1853.

## Publicacions
- Fénelon de Salignac de La Mothe, François; Collado, Mariano (traductor). Aventuras de Telémaco: Seguidas de las de Aristonoo (en castellà, traduït del francès).  València: Libreria de Casiano Mariana, 1843.
- Arrzola, Lorenzo; Collado, Mariano Antonio; et alii. Enciclopedia española de Derecho y Administración o Nuevo Teatro Universal de la Legislación de España e Indias (en castellà). 5 volums.  Madrid: Antonio Rius y Rossell, 1848-1952.. Text complet en línia: volum 1, volum2, volum3, volum 4 i volum 5